# Leptochilus castilianus
Leptochilus castilianus är en stekelart som beskrevs av Blüthgen 1951. Leptochilus castilianus ingår i släktet Leptochilus och familjen Eumenidae. Inga underarter finns listade i Catalogue of Life.